# Pölstal
Pölstal är en kommun i distriktet Murtal i förbundslandet Steiermark i Österrike. Kommunens huvudort är Möderbrugg.
Kommunen har 2 536 invånare (2024) och består av nio orter (Ortschaften) (inom parentes invånarantal 1 januari 2024):

- Bretstein (306)
- Gföllgraben (50)
- Möderbrugg (593)
- Oberzeiring (611)
- Sankt Johann am Tauern Schattseite (111)
- Sankt Johann am Tauern Sonnseite (314)
- Sankt Oswald (436)
- Zeiringgraben (32)
- Zugtal (83)

Kommunen bildades den 1 januari 2015 genom en sammanslagning av kommunerna Bretstein, Oberzeiring, Sankt Johann am Tauern och Sankt Oswald-Möderbrugg.